# Palolowürmer
Die Palolowürmer (Palola) sind eine Gattung der Vielborster (Polychaeta) mit aktuell 14 bekannten Arten. Sie sind weltweit in den Ozeanen verbreitet. Der bekannteste Vertreter dieser Gattung ist der Samoa-Palolo (Palola viridis).

## Arten
Zu den Palolowürmern zählen folgende Arten, wobei die Orte der Erstfunde mit angegeben sind:
- Palola accrescens (Hoagland, 1920) von den Philippinen
- Palola brasiliensis Zanol et al., 2000 von der brasilianischen Küste
- Palola ebranchiata (Quatrefages, 1866) von der Küste vor Palermo
- Palola edentulum (Ehlers, 1901) von den Juan-Fernández-Inseln
- Palola esbelta Morgado & Amaral, 1981 von der Küste vor São Sebastião in Brasilien
- Palola leucodon (Ehlers, 1901) von den Juan-Fernández-Inseln
- Palola madeirensis Baird 1869 aus Madeira
- Palola pallidus Hartman, 1938 von Laguna Beach, Kalifornien
- Palola paloloides (Moore, 1904) vor der Küste von San Diego, Kalifornien
- Palola siciliensis (Grube, 1840) aus Palermo
- Palola simplex Peters, 1854 aus Mosambik
- Palola valida (Gravier, 1900) aus Dschibuti
- Palola vernalis (Treadwell, 1922) von den Fidschi-Inseln
- Palola viridis Gray, in Stair, 1847 aus Samoa